# Synchiropus circularis
Synchiropus circularis is een straalvinnige vissensoort uit de familie van pitvissen (Callionymidae). De wetenschappelijke naam van de soort is voor het eerst geldig gepubliceerd in 1984 door Fricke.